# Heodes americana
Heodes americana är en fjärilsart som beskrevs av Harris 1862. Heodes americana ingår i släktet Heodes och familjen juvelvingar. Inga underarter finns listade i Catalogue of Life.